# کوه میرادور
کوه میرادور (به لاتین: Mount Mirador) یک کوه در فیلیپین است که در منطقه اداری کوردیلرا واقع شده‌است.